# Family Guy Viewer Mail
Family Guy Viewer Mail #1 (titulado Sugerencias del público en España y Correo del espectador #1 en Hispanoamérica) es el vigesimoprimer episodio de la tercera temporada de la serie Padre de familia y el último en emitirse tras la cancelación de la serie.
El episodio se emitió el 14 de febrero de 2002 a través de FOX y está compuesto por tres segmentos, cada uno con una trama diferente.

## Argumentos

### Introducción
Brian y Stewie hacen la introducción en la serie en la que presentan tres historias recibidas de entre los telespectadores.

### No Bones About It – Sin huesos en la lengua
Escrito por Gene Laufenberg y dirigido por Pete Michels.
Tras abrir una botella de cerveza, se le aparece a Peter un genio dispuesto a concederle tres deseos. El primero es ver como es Kelly Ripa detrás de las cámaras para descubrir que es un horrendo alienígena dispuesto a arrancarle el corazón a un hombre y el segundo: su propia banda sonora que suena en cuanto empieza a caminar. Un día, mientras va en el autobús, un hombre irritado por la música le amenaza con romperle los huesos del cuerpo si no la para. Raudo, Peter pide su tercer deseo: no tener huesos quedando reducido a un montón de gelatina. 
Consciente de que se ha convertido en una carga para su familia, decide escurrirse por el desagüe de la bañera acabando en Hollywood, en donde encuentra trabajo de colchoneta en los rodajes de las películas aparte de codearse con los actores más importantes del momento. Sin embargo, echa de menos a su familia. Cuando un médico le explica que está llevando a cabo un experimento para darles huesos a las medusas, Peter se ofrece como cobaya. La operación resulta ser un éxito a pesar de estar completamente desfigurado, sin embargo Peter aparece desconsolado al dar por hecho que su familia ya no le quiere hasta que descubre que todos estos han donado parte de sus huesos (a excepción del torso, perteneciente a un mendigo al que mataron para extraerle dicha pieza). Emocionado, Peter pide volver a casa juntos mientras se sorprende que la operación la haya pagado el seguro médico.

### SuperGriffins
Escrito por Seth MacFarlane y dirigido por Scott Wood
Tras exponerse a un residuo tóxico de un camión cisterna, los Griffin empiezan a desarrollar poderes sobrehumanos: a Stewie le crece la cabeza y desarrolla poderes telequinéticos; Chris es capaz de crear fuego; Peter puede transformarse en cualquier persona u objeto; Lois se vuelve muy fuerte; Brian alcanza velocidades de vértigo; y Meg tiene la habilidad de que le crezcan las uñas. Aunque a priori se comprometen a usar sus poderes para hacer el bien, no tardan en sucumbir a la tentación de usarlos en beneficio propio hasta sembrar el caos.
No contentos, se hacen con el control de Quahog y amenazan con matar a todo aquel que les desobedezca. El alcalde Adam West decide entonces plantarles cara en igualdad de condiciones, pero acaba cogiendo un linfoma después de revolcarse en el residuo tóxico al creer que le darían poderes. Con West hospitalizado, los Griffin se percatan del error que han cometido y deciden dedicarse a cuidar al alcalde hasta que se recupere.

### Li'l Griffins - Los miniGriffin
Escrito por Michael Shipley y Jim Bernstein y dirigido por Michael Dante DiMartino
Peter, Brian, Quagmire, Joe (sentado en un carro), Cleveland y Adam West (todos con cinco años) forman un club de amigos llamado "Odiamos a las tías" en el que no se permite la entrada a ninguna mujer. Un día todo cambia cuando al colegio llega una pequeña Lois Pewterschmidt por la que Peter y Quagmire pierden la cabeza. En un intento por impresionarla ambos deciden pasar la noche en un castillo embrujado para demostrarle su valor. Sin embargo cuando creen haber visto un fantasma de verdad, estos salen despavoridos.
Sin embargo, todo resulta ser una estratagema de Mort Goldman al ser, el fantasma, un holograma creado por él para demostrarle a Lois su inteligencia. Disgustados por la experiencia, deciden pactar que pasarán toda la vida de las mujeres.
35 años después, Peter y Quagmire son dos amigos multimillonarios que acaban de amasar una nueva fortuna tras evitar la distracción femenina, sin embargo deben sustituir las relaciones sexuales con bagels con mantequilla.